# Cornelis Engebrechtsz

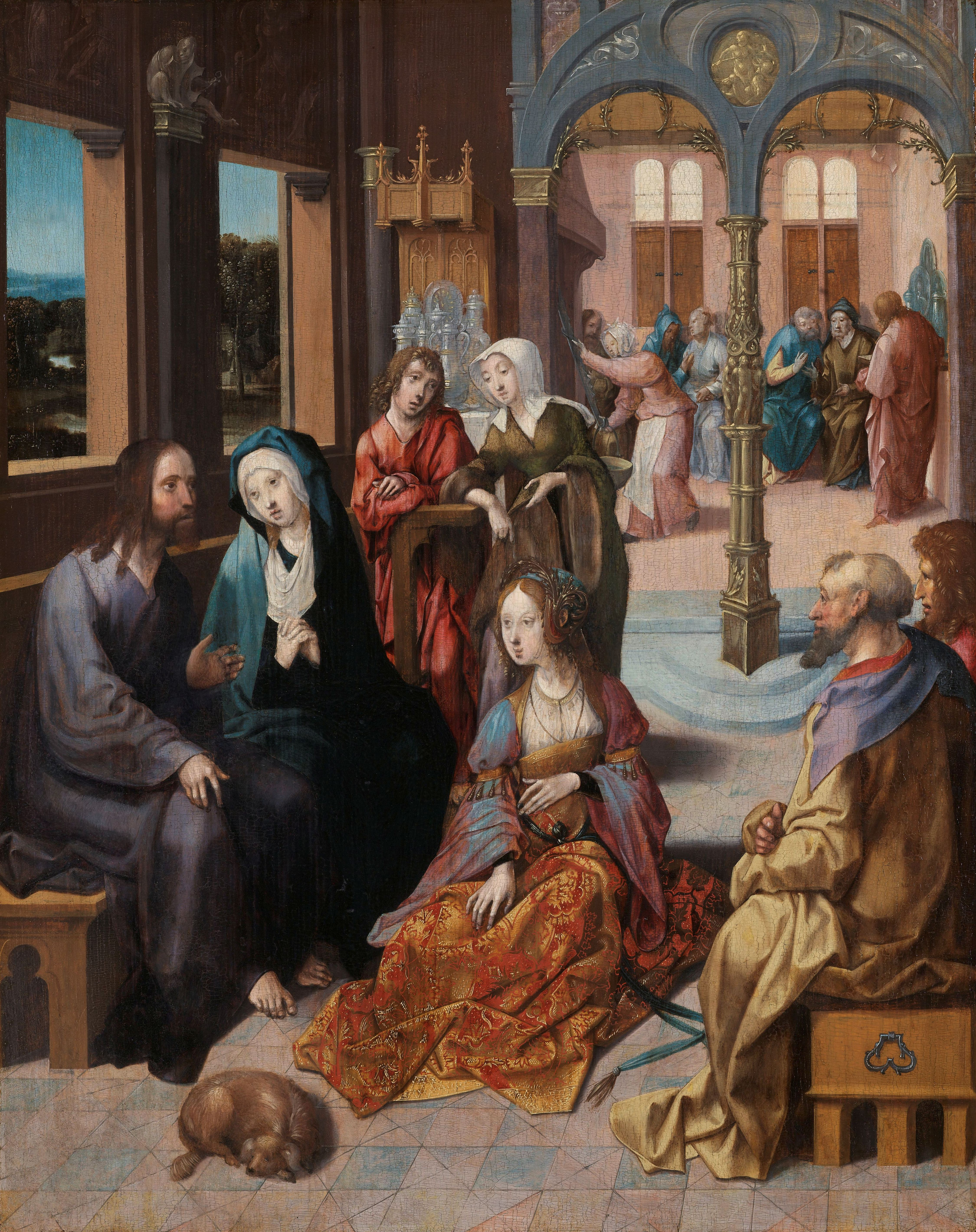
Cristo en casa de Marta y María, óleo sobre tabla, 55 x 44,5 cm, Ámsterdam, Rijksmuseum.

Cornelis Engebrechtsz. o Engelbrechtsz. (Leiden, c. 1462 - Leiden, 1527) fue un pintor tardogótico neerlandés.
Se tienen pocos datos de sus orígenes y formación. De origen flamenco, podría haberse formado en Amberes con Colijn de Coter, arcaizante pintor de motivos religiosos, en la línea de la escuela de Rogier van der Weyden. Ya adulto se convirtió en el más importante pintor de Leiden y cabeza de un nutrido y muy activo taller en el que se formaron, además de sus tres hijos, todos pintores, Lucas van Leyden y Aertgen Claesz. van Leyden. 
Su obra, de un estilo personal y bien caracterizado, de colores cálidos y figuras esbeltas al modo del llamado manierismo de Amberes, conjuga las tradiciones del estilo gótico en su etapa final con la diversidad de influencias modernas, tanto de Flandes como de Italia, que confluyen en su ciudad natal, importante foco de intercambios culturales. Aunque su obra conservada es en su mayor parte devocional, Engebrechtsz parece haberse interesado también por el retrato. 